# Pompographa philosopha
Pompographa philosopha är en fjärilsart som beskrevs av Edward Meyrick 1911. Pompographa philosopha ingår i släktet Pompographa och familjen Lecithoceridae. Inga underarter finns listade i Catalogue of Life.